# Punge Blang Cut
Punge Blang Cut is een bestuurslaag in het regentschap Banda Aceh van de provincie Atjeh, Indonesië. Punge Blang Cut telt 5564 inwoners (volkstelling 2010).